# Valtner Miklós
Valtner Miklós (Budapest, 1983. október 7.–) magyar humorista.

## Magánélete
Tatabányán nőtt fel. Az általános iskola alatt cselgáncsozott, amiben magyar bajnokságot nyert, majd ezüstérmes lett az Európa-bajnokságon. A középiskolát már Budapesten járta ki, ahol színjátszást is tanult itt szeretett bele a színpadba. A középiskola alatt már elkezdett foglalkozni az artista szakmával, végül zsonglőrként végzett a Magyar Cirkusz és Varieté artistastúdiójában.
A tanítóképző főiskolát elkezdte ugyan, de egy amerikai szerződés miatt a Ringling Brothers and Barnum and Baley-hez szegődött. Ettől kezdve artistaként dolgozott, a mai napig járja egész Európát a műsoraival.
Időközben rájött, hogy nagyon szeret beszélni a közönségéhez, innen pedig egyenes út vezetett a stand up világába. Népszerű beköszönése a "De jó itt vagy!".

## Humorista karrier
2011 óta Ceremóniamesterként esküvőket vezet. Gyakran stand up-ol a násznépnek.
2015-ben ment először a Kompót dumaklubba kipróbálni magát stand up-osként a Fiatal Félőrültek Fesztiválján.
2016-ban a Comedy Central csatorna által meghirdetett stand up tehetségkutatón a legjobb 10 közé jutott, ami után közösen dolgozott két évig a dumaszínházzal.
Vendégszereplője volt számos estnek, és saját előadást is tartottak az új generáció humoristáival.
2018-ban a Comedy Centralon saját műsort vezetett, címe: Láttad már?
2019 év elején  a Stand up Comedy humortársulat által megrendezett 8 héten át tartó Humortechnikum tehetségkutatót pedig megnyerte, melynek köszönhetően a társulat tagja lett. Jelenleg együtt dolgozik a társulattal.
2021- óta az RTL Klub-on futó stand up műsor, a "Showderklub" állandó szereplője.
2022-ben népszerű sorozatot indított, különböző social media platformokon (Mályki, Valtner Mályki művésznéven) "Jöhet a nap vicce?" címen, amely során minden nap egy-egy új viccet oszt meg a közönségével.
2023-óta Pácz Vikivel egész estés stand up műsorral turnéznak Magyarország szerte "Bohócok a Való világban" címmel.